# 빈센트 오티
빈센트 오티 (Vincent Otti, 1946년경 ~ 2007년 10월 2일)는 우간다 북부와 남수단을 근거지로 하는 게릴라 반군 주의 저항군(LRA)의 부총사령관이었다. 국제형사재판소(ICC)가 2005년 7월 8일 체포영장을 발부한 5인의 LRA 간부 중 한 명이다. 2007년 10월에 총사령관 조지프 코니에게 숙청당해 죽었다는 소문이 무성하였고, 2008년 1월 코니가 오티의 사망 사실을 인증하였다.